# تفردوشين
 تفردوشين (بالسلوفاكية: Tvrdošín)‏ مدينة في شمال سلوفاكيا وتتبع إقليم جيلينا.

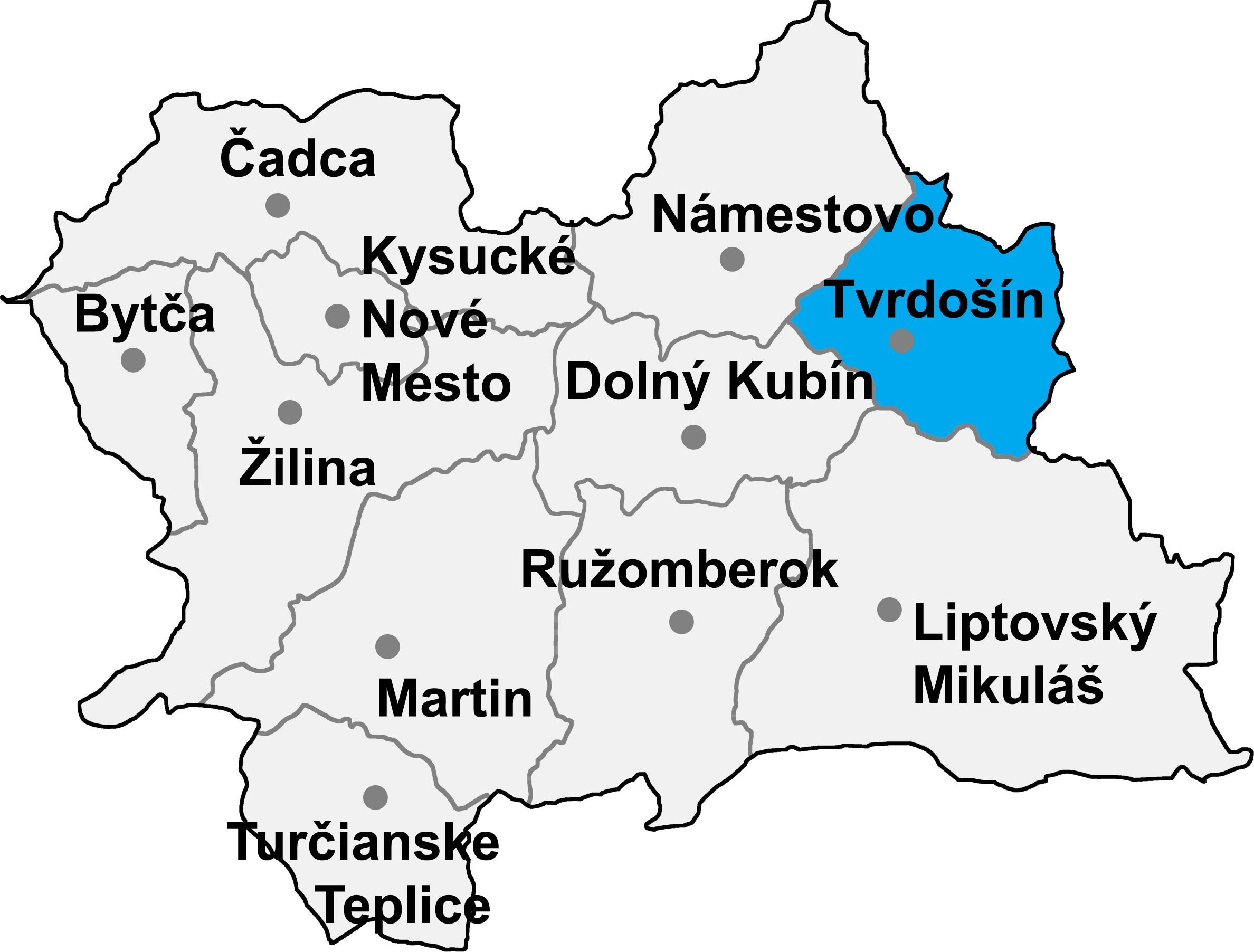
موقع تفردوشين في إقليم جيلينا

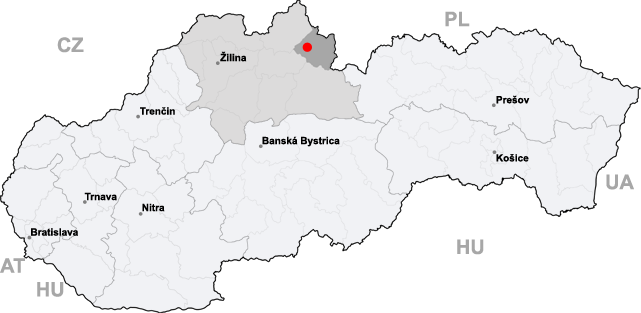
موقع تفردوشين في سلوفاكيا